# Economie van Nederland
| Economie van Nederland                                            | Economie van Nederland |
| ----------------------------------------------------------------- | --- |
| Munteenheid                                                       | 1 euro (€) = 100 cent |
| Fiscaal jaar                                                      | kalenderjaar |
| Handelsorganisaties                                               | EU, WTO en OESO |
| Statistieken                                                      | |
| BBP Rang (2024)                                                   | 18e |
| Bruto Binnenlands Product (2024)                                  | $ 1,218 biljoen |
| Koopkrachtpariteit (2024)                                         | $ 1,460 biljoen |
| Economische groei ten opzichte van vorig kwartaal (BBP) (2019 Q1) | 0,5% |
| Economische groei ten opzichte van jaar eerder (BBP) (2019 Q1)    | 1,7% |
| BBP per hoofd (2024)                                              | € 65.470 |
| BBP per sector (2015)                                             | landbouw (1,6%), industrie (18,8%), diensten (79,6%)                                                                                |
| Inflatiepercentage (Januari 2024)                                 | 3.2% |
| Bevolking onder de armoedegrens (januari 2020)                    | 9% |
| Beroepsbevolking (3e kwartaal 2023)                               | 10,1 miljoen |
| Werkloosheidspercentage ( 2023)                                   | 3,6% |
| Faillissementen(excl. eenmanszaken) (april 2019)                  | 277 |
| Belangrijke industrieën                                           | elektronica en communicatiemateriaal, metalen, chemicaliën, petroleum, voedselverwerking, visserij, landbouw gerelateerde producten |
| Handelspartners                                                   | |
| Uitvoer (2022)                                                    | € 731,4 mld |
| Belangrijkste partners (2017)                                     | Duitsland 24,2%, België 10,7%, Frankrijk 8,8%, Ver. Koninkrijk 8,8%, Italië 4,2%                                                    |
| Invoer (2022)                                                     | € 677 mld |
| Belangrijkste partners (2017)                                     | China 16,4%, Duitsland 15,3%, België 8,5%, Ver. Staten 6,9%, Ver. Koninkrijk 5,1%, Rusland 4,3%,                                    |
| Openbare financiën                                                | |
| Overheidssaldo (% van BBP, 2024)                                  | 3% overschot |
| Staatsschuld (% van BBP, 2024 )                                   | 47,3% |
| Openbare schuld (2024)                                            | € 510 mld |
| Opbrengsten (2024)                                                | € 402,9 mld |
| Uitgaven (2024)                                                   | € 433,6 mld |
| Donor van economische hulp (2004)                                 | € 4 mld |

De economie van Nederland is een open economie die zwaar leunt op buitenlandse handel. Dat heeft van Nederland een zeer welvarend land gemaakt. De economie wordt getypeerd door stabiele verhoudingen, relatief lage inflatie, een gezond financieel beleid en een belangrijke rol als Europese transportader. Voedselverwerking, chemie, olieraffinage en de fabricage van elektrische apparaten zijn de belangrijkste industriële activiteiten.
In de intensieve, gemechaniseerde land- en tuinbouw werkt weliswaar slechts 4% van de Nederlandse beroepsbevolking, maar er worden door de sector enorme hoeveelheden voedsel voor de voedselverwerkingsindustrie en de uitvoer geproduceerd. Na de Verenigde Staten is Nederland het tweede uitvoerland op het gebied van land- en tuinbouwproducten. De Nederlandse economie is ongeveer de vijftiende tot twintigste economie van de wereld, afhankelijk van hoe er gemeten wordt. Nederland was eerder nog de tiende economie ter wereld, maar werd ingehaald door snel groeiende economieën als Mexico en Zuid-Korea.
De Nederlandse economie maakte eind jaren 1990 een grote groeispurt door met groeicijfers boven de 3%. In de eerste jaren na de eeuwwisseling is deze groei afgenomen. De internetzeepbel en de aanslagen in de Verenigde Staten op 11 september 2001 hebben hierin een belangrijke rol gespeeld. In 2006 en 2007 groeide de economie weer met meer dan 3%, maar naar aanleiding van de wereldwijde crisis was er in 2009 een krimp van 3,7%, gevolgd door een zeer beperkte groei en een flink stijgende staatsschuld en werkloosheid vanaf 2010 tot 2013. Vanaf 2014 is er weer sprake van groei van de economie (+2,9% in 2017). Ook is het tekort op de begroting vanaf 2016 omgeslagen in een overschot zodat de staatsschuld in 2017 daalde tot onder de Europese norm van 60%. De werkloosheid daalde in 2019 tot onder de 3,3%.

## Sectoren

Grootte van de Nederlandse export volgens sector, 2019

### Energie
Energie in Nederland wordt ten eerste opgewekt uit fossiele brandstoffen zoals steenkool (tot 1974 gewonnen uit eigen bodem, sindsdien geïmporteerd), aardolie en met name aardgas; ten tweede uit kernsplijting; en ten derde uit hernieuwbare energiebronnen zoals zon, wind en water. Door de grote aardgasvoorraden heeft Nederland veel welvaart verworven door de export van aardgas.
In de 21e eeuw begon de energietransitie in Nederland, waarbij fossiele brandstoffen werden uitgefaseerd ten gunste van hernieuwbare energie.

#### Steenkool
Tot begin jaren zeventig van de 20e eeuw werd in Limburg steenkool gewonnen. Het gebeurde eerste op kleine schaal, maar tussen 1815 en 1974 waren er vijf grote bedrijven actief met negen steenkoolmijnen. In 1899 initieerde de Nederlandse regering een onderzoek naar de wenselijkheid en mogelijkheid om ook steenkool te mijnen. De uitkomst was positief en in de mijnwet van 24 juni 1901 werd het gehele Zuid-Limburgse kolengebied, voor zover nog niet aan particulieren in concessie gegeven, voor ontginning toegewezen aan de staat. Tussen 1930 en 1965 werd de meeste steenkool geproduceerd, gemiddeld zo’n 12 miljoen ton op jaarbasis. Mede door de vondst van het aardgasveld van Slochteren werd de Limburgse steenkolenwinning onrendabel. De mijnsluiting was een plan van de toenmalig minister van Economische Zaken Joop den Uyl. In december 1965 kondigde hij de sluiting aan en op 31 december 1974 ging de laatste mijn, Oranje-Nassau I te Heerlen, dicht.

#### Aardolie
Nederland zelf heeft een zeer beperkte voorraad aan aardolie in Drenthe en de bodem van de Noordzee. Een van de grootste energiemaatschappijen ter wereld is echter voor zestig procent van Nederlandse oorsprong. Shell plc is voor een belangrijk deel voortgekomen uit de oliewinning in Nederlands-Indië.

#### Aardgas
Van groter belang is echter de in 1959 ontdekte voorraad aardgas nabij het Groningse Slochteren. De voorraad aardgas wordt geschat op 0,3% van de wereldvoorraad. Met dit aardgasveld van Slochteren is Nederland de derde producent van aardgas van de Europa, na Noorwegen en het Verenigd Koninkrijk. Tot 2013 werd in Nederland zo'n 70 miljard m³ aardgas geproduceerd, maar dat is stapsgewijs gedaald naar 32 miljard m³ in 2018 vooral door aardbevingen in Groningen die aanzienlijke schade aan woningen en andere gebouwen in het gebied heeft veroorzaakt. In 2018 viel het besluit om de aardgaswinning in het Groningen veld te verminderen en vanaf 2030 geheel te staken. Nederland wil haar vooraanstaande positie behouden door een centrale rol te gaan spelen in de doorvoer van gas uit andere landen.

#### Kernenergie
Door de aanwezigheid van de grote aardgasreserves speelt kernenergie maar een relatief kleine rol in het energiebeleid van Nederland. De kernenergiecentrale Dodewaard heeft bijna dertig jaar gefunctioneerd tot zij in 1997 gesloten werd. In 2009 was de enige functionerende kerncentrale de kernenergiecentrale Borssele. Sluiting van deze centrale is uitgesteld tot 2033.

#### Hernieuwbare energie
Alternatieve vormen van energie (biomassa, zon, wind) spelen een bescheiden rol en leveren circa 5% van de totale energieproductie.
- Waterkrachtcentrales, zie ook lijst van waterkrachtcentrales in Nederland
- Windturbines in Nederland, zie ook lijst van windmolenparken in de Noordzee
- Zonne-energie in Nederland, zie ook lijst van zonne-energie-installaties in Nederland

### Landbouw en visserij

#### Akker- en tuinbouw
Hoewel de landbouw voor buitenlanders vaak in verband gebracht wordt met de Nederlandse economie, door traditionele producten als tulpen en kaas, werkt maar 2% van de bevolking in deze sector. De aanwezigheid van de Nederlandse bedrijven op het gebied van bloemen, bloembollen en veredelde zaden in de wereldeconomie is echter significant.

#### Veeteelt
- Varkensfokkerijen
- Pluimveehouderij
- Veehouderij
- Zuivelproducten

#### Visserij
- Visquotum
- Visvangst

### Industrie
Landbouwindustrie, metaalindustrie en machinebouw en -installaties, fabricage van elektrische apparaten en outillage, chemische productie, olieverwerking, constructie, micro-elektronica, visvangst
- Groeipercentage industriële productie: 3,2% (2000)
- Belangrijkste bedrijven: Shell, Unilever, ASML, KLM, DSM, AkzoNobel, Philips, Aegon, ING Groep, Rabobank Groep, Heineken, Post NL en Randstad.

### Handel en bankwezen
De financiële instellingen hebben altijd een grote rol gespeeld in de Nederlandse economie van na de Tweede Wereldoorlog. Verzekeraars en banken hebben in sommige gevallen grote conglomeraten gesmeed. Dit model van een combinatie van bankieren en verzekeren is sinds het uitbreken van de kredietcrisis niet langer populair omdat de risico's moeilijker te controleren zijn. De ING Groep heeft de verzekeringsactiviteiten afgestoten en gaat door als bank. De ABN Amrobank is in de kredietcrisis genationaliseerd en is nog steeds voor het grootste deel in handen van de Nederlandse staat.
De Amsterdamse effectenbeurs is een van de oudste ter wereld en in opgegaan in Euronext. De beurs heeft een historie van pionieren. Het was de eerste effectenbeurs ter wereld met de handel in aandelen VOC en de eerste derivatenbeurs van Europa.

### Transport
Nederland heeft een gunstige geografische ligging in Europa. Het grote Duitse achterland met de industrie van het Ruhrgebied was uitstekend te bereiken voor de binnenvaart over de Rijn. De haven van Rotterdam heeft hiervan in het bijzonder geprofiteerd. De Amsterdamse haven heeft een historie die veel langer is dan die van Rotterdam. Amsterdam zag ook de overslag sterk stijgen na het gereedkomen van het Amsterdam-Rijnkanaal in de jaren vijftig. Amsterdam is de tweede haven van Nederland en volgt Rotterdam op grote afstand.
Deze verhoudingen liggen volledig omgekeerd met betrekking tot het luchtvaartverkeer. De Luchthaven Schiphol ligt vlak bij Amsterdam en dit is veruit de grootste luchthaven van Nederland. Rotterdam The Hague Airport bij Rotterdam heeft maar een fractie van het aantal passagiers en vracht in vergelijking tot Schiphol.
In 1839 werd de eerste spoorlijn in Nederland geopend tussen Amsterdam en Haarlem. Diverse particuliere bedrijven werden actief maar vergeleken bij de omringende landen bleef Nederland achter tot de tweede helft van de 19e eeuw. De overheid werd een actieve partner. In 1938 kwam alles in handen van de Nederlandse Spoorwegen (NS), een semi-overheidsbedrijf. In 1995 werden de activiteiten gesplitst, de NS kreeg de vervoersactiviteiten en Prorail werd verantwoordelijke voor de infrastructuur. In 2019 had Prorail 7100 kilometer spoor en 400 stations onder beheer. De NS kreeg een concessie om de vervoerstaken uit te voeren, maar andere vervoersmaatschappijen kregen ook toegang tot minder belangrijke delen van het netwerk. De Betuweroute is een belangrijke spoorverbinding voor vracht tussen de haven van Rotterdam en Duitsland. Het aantal (bruto) tonkilometers is in 2019 uitgekomen op 14,3 miljard.

### Toerisme
In 2018 gaven alle toeristen, binnen- en buitenlandse, € 87,5 miljard uit in Nederland. Het aandeel van de buitenlandse gasten in het totaal was zo’n 40%. De toegevoegde waarde van de sector in 2018 was € 30,4 miljard of 4,4% van het totaal. Binnen de sector is de horeca het belangrijkst en leverde een bijdrage van 40% aan de toegevoegde waarde in 2018. Het aantal banen in de toeristische sector was 791.000. Hier zijn veel mensen actief met een deeltijdbaan en omgerekend naar voltijdbanen waren het er 474.000 gelijk aan 6,3% van het totale aantal arbeidsjaren in de Nederlandse economie.
In 2019 waren er in Nederland 46 miljoen toeristen, waarvan 26 miljoen afkomstig uit eigen land. Uit het buitenland kwamen 20 miljoen gasten op bezoek, bijna een verdubbeling ten opzichte van 2010 toen er nog 11 miljoen gasten kwamen. Van de buitenlandse gasten is 80% afkomstig uit Europa, waarvan weer zo’n 70% komt uit de buurlanden Duitsland en België en het Verenigd Koninkrijk. In 2019 kwamen er 6,1 miljoen Duitse gasten voor een overnachting tijdens een vakantie of op een zakenreis. Buiten Europa komen de meeste gasten uit de Verenigde Staten, bijna 1,6 miljoen, en uit heel Azië kwamen er 1,5 miljoen gasten. Een zakenreiziger besteedde in 2019 gemiddeld zo’n € 1049 per verblijf terwijl een vakantieganger op € 600 uitkwam. Alle internationale gasten hebben in 2019 zo’n € 13,4 miljard in Nederlandse uitgegeven. Vooral Amsterdam is populair, in de jaren 2015 tot en met 2018 trok de hoofdstad zo’n 37% van alle internationale gasten. De kuststreek heeft een aandeel van ongeveer 15%. Vooral het 2e en 3e kwartaal trekken relatief veel gasten en het 1e kwartaal is het minst populair.

## Kerncijfers
In 2019 was het bruto binnenlands product (bbp) van Nederland 812 miljard euro. Hiermee is Nederland naar omvang de zesde economie van Europa en de grootste van de "kleine" Europese landen. Het moet alleen de economieën van Duitsland, Groot-Brittannië, Frankrijk, Italië en Spanje voor zich laten. Per hoofd van de bevolking is het bbp zo'n 48.200 euro en daarmee staat Nederland op de vierde plaats na Luxemburg, Ierland en Denemarken.
In de periode van 1970 tot en met 2018 heeft Nederland slechts vijf jaren met een negatieve economische groei doorgemaakt. De eerste oliecrisis van 1973 leidde tot een forse groeivertraging maar de groei bleef in 1975 net positief. De tweede oliecrisis van 1979 drukte de groei wel in negatieve cijfers gedurende twee jaren. In 2009 was de groei zeer sterk negatief vooral als een gevolgd van de mondiale kredietcrisis. Na twee jaren van herstel werd de groei weer negatief in 2012 en 2013 mede door de oplaaiende Europese staatsschuldencrisis, een gevolg van de kredietcrisis, die de groei in de Europese Unie negatief heeft beïnvloed. Nederland, met zijn open economie, kon zich hieraan niet onttrekken.
In die jaren liep de werkloosheid, met enige vertraging, ook op. In 1980, vlak voor de tweede oliecrisis, lag de werkloosheid op 4,5% maar liep vervolgens sterk op door de economische neergang en bereikte in 1983 een recordhoogte van 9%. Sinds 1986 bleef dat cijfer steeds onder de acht procent.

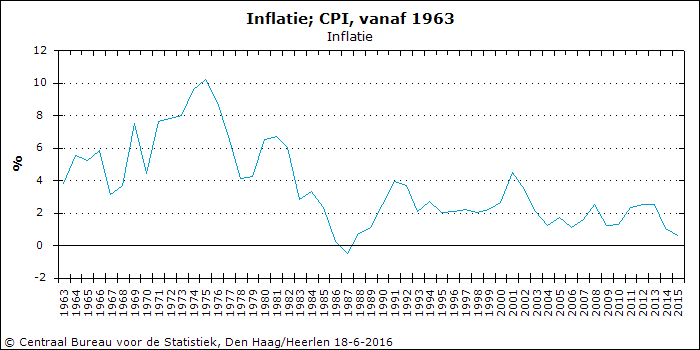
Inflatiepercentage van de Nederlandse economie sinds 1963.

De inflatie is sinds het jaar 2000 relatief stabiel met percentages tussen de 0,3 en 2,6% op jaarbasis.
Voor de overheidsbegroting en de staatsschuld zijn de afspraken van het Stabiliteits- en Groeipact die in 1997 zijn gemaakt uitermate relevant. Het pact is gesloten om de stabiliteit van de euro te garanderen. In het Verdrag van Maastricht lag al vast dat het maximale begrotingstekort niet meer dan 3% mocht zijn en de overheidsschuld niet boven de 60% van het bbp mag uitstijgen. In het pact werd dit nogmaals bevestigd en met de begrotingsdiscipline moet het risico op een hoge inflatie, meer dan 2% op jaarbasis, worden voorkomen. Nederland heeft zich in het algemeen goed aan deze afspraken kunnen houden, alleen door de kredietcrisis kwam het tekort duidelijk hoger uit dan de genoemde 3% en steeg ook de staatsschuld boven de 60% van het bbp. In de jaren 2017 tot en met 2019 had Nederland een begrotingsoverschot, dit in combinatie met de economische groei daalde de staatsschuld onder de 50% van het bbp in 2019.
| Jaar | Reële groei BBP (% mut JoJ) | Inflatie (HICP) (% mut JoJ) | Werkloosheid (in % beroepsbevolking) | Saldo lopende rekening (in % BBP) | EMU saldo overheids- begroting (in % BBP) | EMU staatsschuld (in % BBP) |
| ---- | --------------------------- | --------------------------- | ------------------------------------ | --------------------------------- | ----------------------------------------- | --------------------------- |
| 1970 | 6,1                         |                             | 1,6                                  | 0,6                               | -1,5                                      | 48,8                        |
| 1971 | 4,5                         |                             | 2,0                                  | 0,6                               | -1,5                                      | 46,4                        |
| 1972 | 3,7                         |                             | 2,9                                  | 3,8                               | -0,7                                      | 43,6                        |
| 1973 | 5,3                         |                             | 2,9                                  | 4,3                               | 0,5                                       | 40,6                        |
| 1974 | 3,3                         |                             | 3,3                                  | 3,9                               | -0,3                                      | 38,6                        |
| 1975 | 0,2                         |                             | 4,2                                  | 2,8                               | -2,7                                      | 39,4                        |
| 1976 | 4,3                         |                             | 4,6                                  | 3,9                               | -1,9                                      | 39,2                        |
| 1977 | 2,2                         |                             | 4,3                                  | 1,0                               | -0,7                                      | 39,0                        |
| 1978 | 2,8                         |                             | 4,4                                  | -0,8                              | -2,0                                      | 40,2                        |
| 1979 | 2,1                         |                             | 4,6                                  | 0,9                               | -2,4                                      | 41,8                        |
| 1980 | 1,3                         |                             | 4,5                                  | -0,2                              | -3,8                                      | 44,1                        |
| 1981 | -0,9                        |                             | 5,6                                  | 3,7                               | -4,7                                      | 47,4                        |
| 1982 | -1,3                        |                             | 7,4                                  | 3,7                               | -5,9                                      | 53,0                        |
| 1983 | 2,0                         |                             | 9,0                                  | 3,3                               | -5,2                                      | 59,1                        |
| 1984 | 3,0                         |                             | 8,8                                  | 4,4                               | -5,0                                      | 62,6                        |
| 1985 | 2,7                         |                             | 8,2                                  | 3,4                               | -3,4                                      | 68,0                        |
| 1986 | 2,8                         |                             | 7,5                                  | 2,5                               | -4,4                                      | 69,5                        |
| 1987 | 2,0                         |                             | 7,2                                  | 2,5                               | -5,1                                      | 71,5                        |
| 1988 | 3,3                         |                             | 7,3                                  | 3,3                               | -4,0                                      | 73,8                        |
| 1989 | 4,6                         |                             | 6,7                                  | 3,8                               | -4,7                                      | 73,8                        |
| 1990 | 3,9                         |                             | 6,1                                  | 4,4                               | -5,0                                      | 74,0                        |
| 1991 | 2,5                         |                             | 5,8                                  | 4,4                               | -2,5                                      | 73,6                        |
| 1992 | 1,9                         |                             | 5,8                                  | 2,8                               | -3,9                                      | 74,2                        |
| 1993 | 1,2                         |                             | 6,5                                  | 5,8                               | -2,6                                      | 75,0                        |
| 1994 | 3,0                         |                             | 7,3                                  | 6,6                               | -3,3                                      | 72,2                        |
| 1995 | 3,1                         |                             | 7,0                                  | 6,2                               | -8,7                                      | 73,1                        |
| 1996 | 3,5                         |                             | 6,5                                  | 5,8                               | -1,8                                      | 71,3                        |
| 1997 | 4,3                         | 1,9                         | 5,9                                  | 5,4                               | -1,6                                      | 65,8                        |
| 1998 | 4,7                         | 1,8                         | 4,7                                  | 4,1                               | -1,4                                      | 62,7                        |
| 1999 | 5,0                         | 2,0                         | 4,1                                  | 5,2                               | 0,3                                       | 58,6                        |
| 2000 | 4,2                         | 2,3                         | 3,6                                  | 6,3                               | 1,2                                       | 52,1                        |
| 2001 | 2,3                         | 5,1                         | 3,3                                  | 4,3                               | -0,5                                      | 49,4                        |
| 2002 | 0,2                         | 3,9                         | 3,9                                  | 4,9                               | -2,1                                      | 48,8                        |
| 2003 | 0,2                         | 2,2                         | 4,8                                  | 6,1                               | -3,1                                      | 50,0                        |
| 2004 | 2,0                         | 1,4                         | 5,7                                  | 6,6                               | -1,8                                      | 50,3                        |
| 2005 | 2,1                         | 1,5                         | 5,9                                  | 5,2                               | -0,4                                      | 49,8                        |
| 2006 | 3,5                         | 1,6                         | 5,0                                  | 7,4                               | 0,1                                       | 45,2                        |
| 2007 | 3,8                         | 1,6                         | 4,2                                  | 5,3                               | -0,1                                      | 43,0                        |
| 2008 | 2,2                         | 2,2                         | 3,7                                  | 4,3                               | 0,2                                       | 54,7                        |
| 2009 | -3,7                        | 1,0                         | 4,4                                  | 5,6                               | -5,1                                      | 56,8                        |
| 2010 | 1,3                         | 0,9                         | 5,0                                  | 7,0                               | -5,2                                      | 59,2                        |
| 2011 | 1,6                         | 2,5                         | 5,0                                  | 8,6                               | -4,4                                      | 61,7                        |
| 2012 | -1,0                        | 2,8                         | 5,8                                  | 10,2                              | -3,9                                      | 66,2                        |
| 2013 | -0,1                        | 2,6                         | 7,3                                  | 10,1                              | -2,9                                      | 67,7                        |
| 2014 | 1,4                         | 0,3                         | 7,4                                  | 9,5                               | -2,2                                      | 67,8                        |
| 2015 | 2,0                         | 0,2                         | 6,9                                  | 6,3                               | -2,0                                      | 64,6                        |
| 2016 | 2,2                         | 0,1                         | 6,0                                  | 8,1                               | 0,0                                       | 61,9                        |
| 2017 | 2,9                         | 1,3                         | 4,9                                  | 10,8                              | 1,3                                       | 56,9                        |
| 2018 | 2,6                         | 1,6                         | 3,8                                  | 11,2                              | 1,5                                       | 52,4                        |
| 2019 | 1,8                         | 2,7                         | 3,4                                  | 9,6                               | 1,2                                       | 49,3                        |
| 2020 |                             |                             |                                      |                                   |                                           |                             |

## Beroepsbevolking
De beroepsbevolking van Nederland werd in 2018 geschat op 9,09 miljoen mensen. Daarmee neemt het de 51e plaats in op de ranglijst van landen naar beroepsbevolking. Zoals in veel moderne economieën werkt het grootste deel van de bevolking in de dienstensector (78%). De landbouw heeft een in vergelijking met buurlanden een relatief hoog percentage van de beroepsbevolking met 3%, dat komt door de moderne glastuinbouw, bloembollenteelt en de veredeling van zaden.
Binnen de OESO valt Nederland op met een zeer hoog aandeel van parttime werkenden, met 37% in 2017 lag dit tweemaal hoger dan het gemiddelde. Vooral vrouwen geven hieraan de voorkeur, van alle werkende vrouwen is zo’n 60% parttime actief. In 2017 lag het aandeel van zelfstandigen binnen de beroepsbevolking met 15,7% ook hoger dan het Europese gemiddelde.
Door de mogelijkheden van deeltijds werken en zelfstandig actief zijn, ligt de arbeidsparticipatie ook hoog en drukt ook de werkloosheid. Zelfstandigen zijn niet verplicht bij te dragen aan ziekte- en arbeidsongeschiktheidsverzekeringen en zij profiteren van belastingmaatregelen. Voor de werkgevers bieden beide arbeidsvormen meer flexibiliteit en kostenvoordelen.
In de periode 2012–2016 was gemiddeld 19% procent van alle werknemers lid van een vakbond. Vrouwen waren minder vaak lid dan mannen. Vooral in de provincies Drenthe, Friesland en Groningen, alle drie meer dan 25%, waren relatief veel vakbondsleden. Vooral oudere werknemers, ouder van 45 jaar en ook nog veel gepensioneerden, zijn lid. Onder jongeren is de aantrekkingskracht van een vakbond veel minder. Het aantal geregistreerde vakbondsleden laat in Nederland een dalende trend zien.

## Monetair beleid
De Nederlandsche Bank (DNB) is de centrale bank. Direct na de Tweede Wereldoorlog maakte Nederland deel uit van het wereldwijde systeem van Bretton Woods. Er was sprake van vaste wisselkoersen ten opzichte van de Amerikaanse dollar en indirect tussen alle deelnemende valuta. Door toenemende spanningen binnen het systeem besloot de Bondsrepubliek Duitsland op 9 mei 1971 de Duitse mark te laten zweven, de dag erna maakte Nederland hetzelfde besluit voor de gulden bekend. Duitsland was, en is, de belangrijkste handelspartner en de Nederlandse economie had baat bij een stabiele wisselkoers tussen gulden en mark. Het beleid van de DNB was nauw gerelateerd aan die van de Deutsche Bundesbank, waar een sterke nadruk lag op onafhankelijkheid van de politiek en een lage inflatie.
De wereldwijde afspraken maakte plaats voor Europese afspraken. In 1969 deed een commissie onder leiding van Pierre Werner een studie naar een economische en monetaire unie in opdracht van de EEG-lidstaten. Een eerste uitwerking van dit plan kwam al op 21 maart 1972 toen de lidstaten besloten wisselkoersschommelingen tussen de EEG-valuta's binnen een marge van ten hoogste ±2,25% toe te staan. Tegenover andere valuta's, in het bijzonder de Amerikaanse dollar, mochten de verbonden valuta's zich vrij bewegen. Dit was een eerste belangrijke stap naar de Economische en Monetaire Unie (EMU, 1990) die weer tien jaar later heeft geleid tot de invoering van de euro en de Europese Centrale Bank (ECB).
Door de oprichting van de ECB heeft de DNB een deel van zijn bevoegdheden verloren. Voor de externe waarde van de gulden was de beslissingsvrijheid al sinds het einde van de wereldoorlog beperkt. De DNB had nog de mogelijkheid de officiële rentetarieven te bepalen en het toezicht op de algemene banken. De ECB stelt de rentetarieven vast en heeft het toezicht op de grootste banken overgenomen. DNB, in samenwerkingen met de andere centrale banken van het eurogebied, bepaalt het beleid van de ECB en doet nog het toezicht op de kleinere banken in Nederland.

### Betaalmiddelen
Sinds 1 januari 2002 is de officiële munt van de Nederlandse economie de Europese munt de euro, die de Nederlandse gulden is opgevolgd. De wisselkoers was al sinds 1 januari 1999 vastgepind op 2,20371 gulden per euro. De euro werd tussen 1999 en 2002 gebruikt als betaalmiddel in het internationale verkeer zoals de handel op de effectenbeurs. Vanaf 2002 werd de euro voor alle transacties het enige wettige betaalmiddel. De Antilliaanse gulden was van 1940 tot 1986 de officiële munteenheid op alle zes Nederlandse Antillen. Dat jaar werd de Arubaanse florin op Aruba ingevoerd en op 1 januari 2011 werd de Amerikaanse dollar de officiële munteenheid in Caribisch Nederland ingevolge de Wet geldstelsel BES. Op Curaçao en Sint Maarten is de Antilliaanse gulden de officiële munteenheid gebleven.
Bevolking · Defensie · Economie · Geografie · Geschiedenis · Politiek en overheid · Vervoer
Albanië · Andorra · Azerbeidzjan · België · Bosnië en Herzegovina · Bulgarije · Cyprus · Denemarken · Duitsland · Estland · Finland · Frankrijk · Georgië · Griekenland · Hongarije · IJsland · Ierland · Italië · Kroatië · Letland · Liechtenstein · Litouwen · Luxemburg · Malta · Moldavië · Monaco · Montenegro · Nederland · Noord-Macedonië · Noorwegen · Oekraïne · Oostenrijk · Polen · Portugal · Roemenië · Rusland · San Marino · Servië · Slovenië · Slowakije · Spanje · Tsjechië · Turkije · Vaticaanstad · Verenigd Koninkrijk · Wit-Rusland · Zweden · Zwitserland